# Hermanos del Bosque
La Hermandad del Bosque o también, los Hermanos del Bosque o Hermanos de los Bosques, (en estonio: metsavennad; en letón: mežabrāļi; en lituano: miško broliai; en ruso: лесные братья) es la denominación por la que se conoce en los Estados Bálticos de Estonia, Letonia y Lituania  a los miembros del movimiento partisano surgido como oposición armada a la invasión y ocupación de estos países por parte de la Unión Soviética y que se desarrolló particularmente desde finales de la Segunda Guerra Mundial hasta mediados de la década de 1950, durante la Guerra Fría. Otros movimientos antisoviéticos similares tuvieron lugar en Polonia, Rumania y Ucrania. El término también es aplicado para un movimiento guerrillero desarrollado en Georgia y la región del Cáucaso en la década de 1990.

## Historia

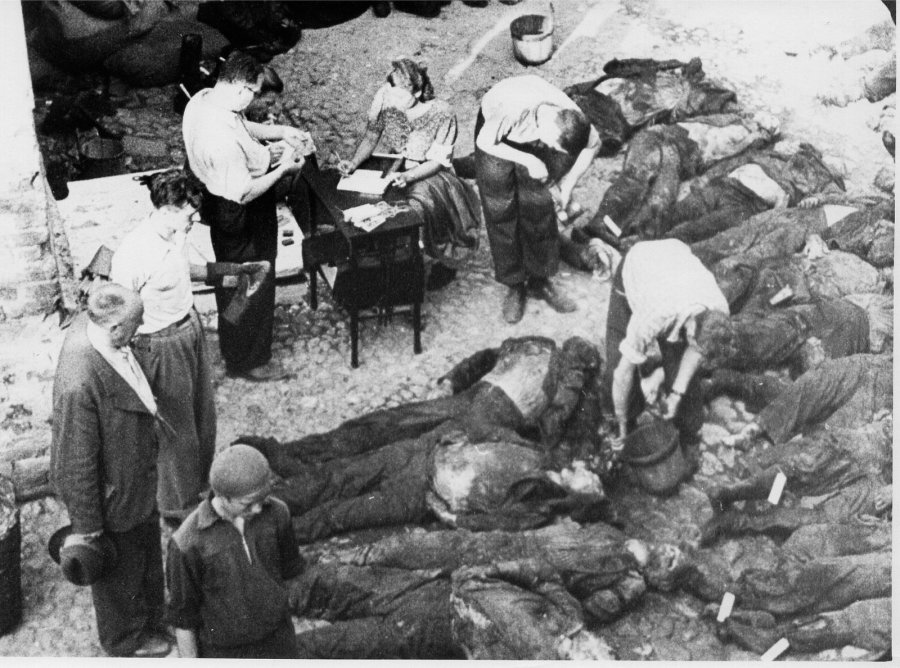
Víctimas de la NKVD soviética en Tartu, Estonia, en 1941.

La expresión Hermanos del Bosque fue empleada en los países bálticos durante la Revolución rusa de 1905,, y retomada tras la invasión soviética de 1940 y 1941 . Las políticas de represión adoptadas por orden de Stalin provocaron el desplazamiento de unas 170 mil personas que buscaron refugio en las extensas zonas densamente boscosas del interior de la costa báltica oriental donde muchos de ellos se organizaron para la guerrilla formando grupos de diversa importancia y composición, desde pequeñas unidades hasta grupos que llegaron incluso en ocasiones a presentar batalla al ejército soviético. El periodo de ocupación por la Alemania nazi supuso un cese de la actividad guerrillera y que muchos de sus miembros fueran reclutados en unidades Waffen-SS, como la 20.ª División SS 1.ª Estonia, por lo que fueron desde entonces acusados de colaboracionismo por la propaganda soviética. La retirada alemana ante el avance soviético llevó al resurgir de la acción partisana alimentada por los miembros que lograron escapar o evitaron caer prisioneros. Algunos de ellos alcanzaron Suecia o el Reino Unido, como Alfons Rebane y Alfrēds Riekstiņš, donde contarían con medios aliados para acciones de inteligencia militar en apoyo de las actividades in-situ de los hermanos del bosque que fueron incrementándose durante la Guerra Fría.
En contra de las tesis soviéticas, el Tribunal Militar Internacional de Núremberg exculparía de los crímenes de guerra imputados a las organizaciones SS a los conscriptos o reclutados por la fuerza:

The Tribunal declares to be criminal within the meaning of the Charter the group composed of those persons who had been officially accepted as members of the SS as enumerated in the preceding paragraph who became or remained members of the organisation with knowledge that it was being used for the commission of acts declared criminal by Article 6 of the Charter or who were personally implicated as members of the organisation in the commission of such crimes, excluding, however, those who were drafted into membership by the State in such a way as to give them no choice in the matter, and who had committed no such crimes.

. 
En Estados Unidos, en el marco de las comisiones de investigación del Acta de Personas Desplazadas fue adoptada la declaración del 1 de septiembre de 1950 a favor de la diferenciación de las unidades bálticas de las SS:

The Baltic Waffen SS Units are to be considered as separate and distinct in purpose, ideology, activities, and qualifications for membership from the German SS, and therefore the Commission holds them not to be a movement hostile to the Government of the United States under Section 13 of the Displaced Persons Act, as amended.
Letter from Harry N. Rosenfield, Acting Chairman of United States Displaced Persons Commission, to Mr. Johannes Kaiv, Acting Consul General of Estonia

A principios de la década de 1950, los Hermanos del Bosque contaban con el apoyo de suministros y de inteligencia aportado por el MI6, la Agencia Central de Inteligencia y los servicios secretos de Suecia, pero la Operación Jungla  llevó al descubrimiento de las actividades de los espías Kim Philby y de los llamados Cambridge Five que permitieron al KGB identificar, infiltrar y desmantelar gran parte de la guerrilla báltica. Esta labor de inteligencia junto con una mayor presión militar soviética llevaron al declive de la guerrilla báltica, favorecido por la amnistía concedida en 1953 tras la muerte de Stalin. Con ello, todavía se registraron episodios aislados de guerrilla en la década de 1960.

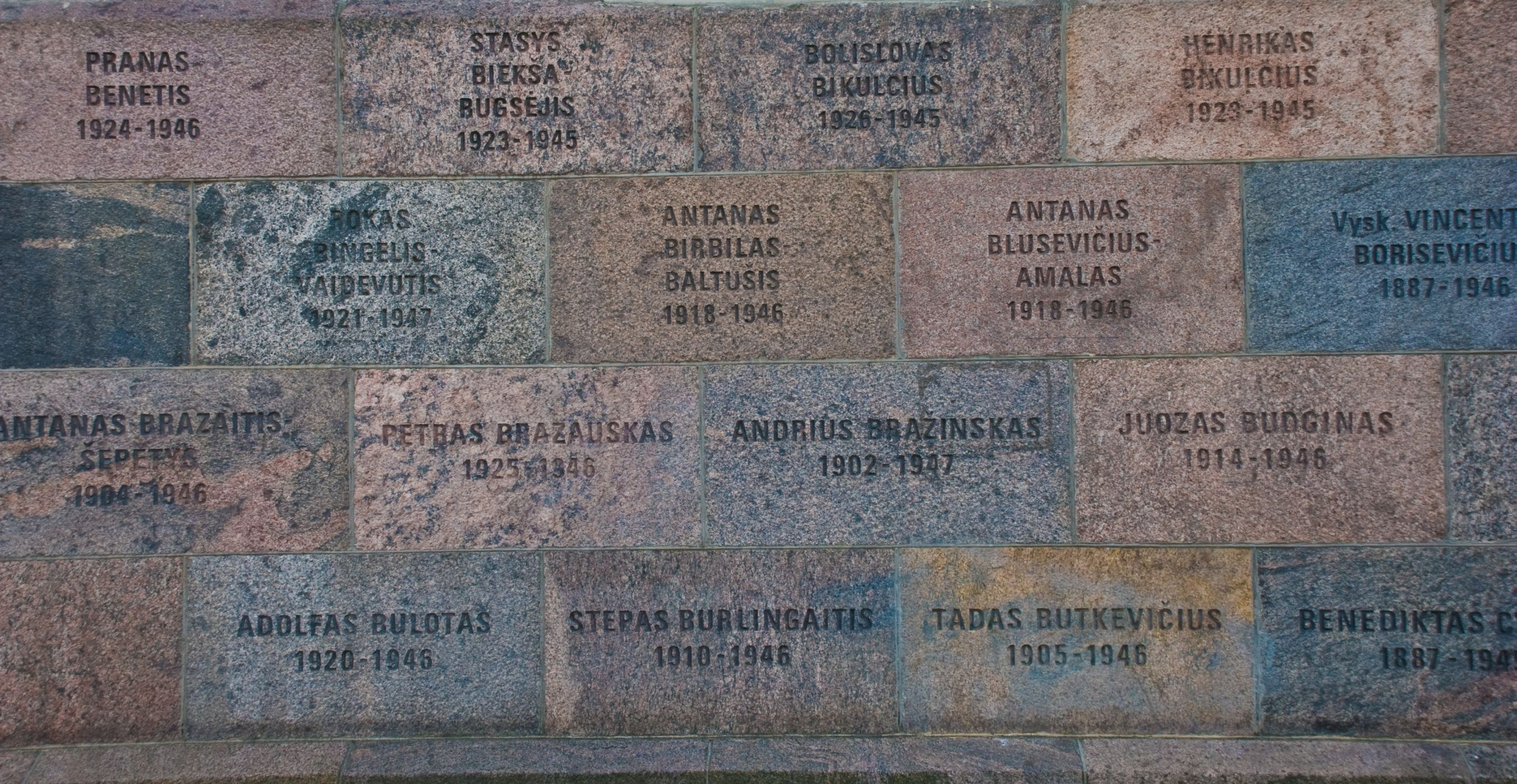
Placas conmemorativas en recuerdo de las víctimas de torturas y otros abusos en el cuartel general del KGB en Vilnius. Muchas de ellas eran partisanos miembros del movimiento de los Hermanos del Bosque constituido en oposición a la ocupación soviética durante los años de la Guerra Fría.

Investigadores, como Misiunas y Taagepera, estiman que pudieron alcanzar los 30.000 guerrilleros en Lituania, 10.000 a 15.000 en Letonia y 10.000 en Estonia. En cambio, otras fuentes dicen que pudieron ser 30.000 a 40.000 sólo en Estonia en su clímax (reducidos rápidamente a 20.000 para 1951). En tanto, en Letonia rozarían los 20.000 combatientes como máximo y de Lituania sólo se sabe que perecieron 20.000 a 30.000 rebeldes.
Algunos autores estiman que la década de enfrentamientos entre los hermanos del bosque y los soviéticos tuvieron un coste en vidas humanas de 50 mil personas, muchas de ellas como resultado de prácticas de guerra sucia.
Con el restablecimiento de la independencia de las repúblicas bálticas en 1991, diversos actos han sido establecidos oficialmente en reconocimiento y memoria del movimiento de los hermanos del bosque, mientras que su historia es objeto de investigación y conocida como la “Guerra Olvidada”.